# NGC 5265
NGC 5265 (другие обозначения — MCG 6-30-68, ZWG 190.40, KUG 1337+371, IRAS13379+3706, PGC 48354) — галактика в созвездии Гончие Псы.
Этот объект входит в число перечисленных в оригинальной редакции «Нового общего каталога».